# Peggy Webber
Pour les articles homonymes, voir Webber.
Peggy Webber, née le 15 septembre 1925 à Laredo (Texas), est une actrice américaine.

## Biographie
Au cinéma, Peggy Webber contribue à neuf films américains, les deux premiers sortis en 1946. Son troisième film est Macbeth d'Orson Welles (1948, avec le réalisateur et Jeanette Nolan).
Son antépénultième film est Le Faux Coupable d'Alfred Hitchcock (1956, avec Henry Fonda et Vera Miles). Les deux derniers, sortis en 1958, sont Le Crâne hurlant d'Alex Nicol (avec John Hudson et Russ Conway) et The Space Children de Jack Arnold (avec Adam Williams et Jackie Coogan).
À la télévision américaine, hormis un téléfilm de 1987, elle apparaît dans quarante-sept séries, depuis Badge 714 (quatre épisodes, 1952-1955) jusqu'à The Inside : Dans la tête des tueurs (un épisode, 2005). Entretemps, mentionnons Au nom de la loi (un épisode, 1959), Les Espions (un épisode, 1967) et Auto-patrouille (deux épisodes, 1971-1973).
Enfin, elle se produit souvent à la radio durant sa carrière.
En 1983, Peggy Webber épouse en secondes noces l'acteur irlandais Sean McClory (1924-2003), dont elle reste veuve à son décès.

## Filmographie

### Cinéma (intégrale)
- 1946 : Her Adventurous Night de John Rawlins : Mlle Howard
- 1946 : Little Miss Big d'Erle C. Kenton : Ellen
- 1948 : Macbeth d'Orson Welles : Lady Macduff / une sorcière
- 1951 : Alerte aux gardes-côtes (Fighting Coast Guard) de Joseph Kane : l'hôtesse d'accueil en chef
- 1951 : Journey Into Light de Stuart Heisler : Jane Burrows
- 1951 : Duel sous la mer (Submarine Command) de John Farrow : Mme Alice Rice
- 1956 : Le Faux Coupable (The Wrong Man) d'Alfred Hitchcock : Mlle Dennerly
- 1958 : Le Crâne hurlant (The Screaming Skull) d'Alex Nicol : Jenni Whitlock
- 1958 : The Space Children de Jack Arnold : Anne Brewster

### Télévision
(séries)
- 1952-1955 : Badge 714 (Dragnet)

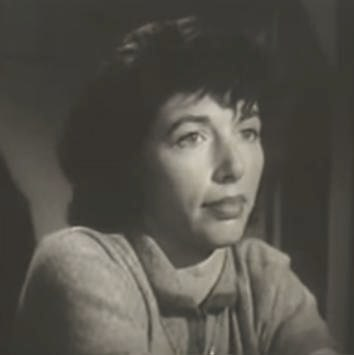
Dans la série Badge 714, épisode The Big Gap (1955)

  - Saison 1, épisode 4 The Big Mother (1952) de Jack Webb : Roberta Salazar
  - Saison 3, épisode 12 The Big In-Laws (1953 - Leona Perry) et épisode 28 The Big Shoplift (1954 - Virginia Sterling) de Jack Webb
  - Saison 5, épisode 6 The Big Gap (1955) de Jack Webb : Peg Ruskin
- 1956 : Cheyenne
  - Saison 1, épisode 11 Quicksand de Leslie H. Martinson : Ella McIntyre
- 1957 : Gunsmoke ou Police des plaines (Gunsmoke ou Police des plaines)
  - Saison 2, épisode 32 Cheap Labor d'Andrew V. McLaglen : Flora Stancil
- 1959 : La Grande Caravane (Wagon Train)
  - Saison 2, épisode 22 The Jasper Cato Story d'Arthur Hiller : Millie Collins
- 1959 : Au nom de la loi (Wanted: Dead or Alive)
  - Saison 1, épisode 36 Une vieille querelle (Amos Carter) de Thomas Carr : Minnie Lee Blake
- 1962 : Laramie
  - Saison 3, épisode 18 The Confederate Express de Lesley Selander : Martha Grundy
- 1967 : Les Espions (I Spy)
  - Saison 2, épisode 18 La Liste (Child Out of Time) d'Alf Kjellin : Sœur Agatha
- 1969 : Docteur Marcus Welby (Marcus Welby, M.D.)
  - Saison 1, épisode 13 Neither Punch nor Judy de Józef Lejtes : Mme Ross
- 1971-1973 : Auto-patrouille (Adam-12)
  - Saison 3, épisode 18 Log 36: Man Between (1971) de James Neilson : Mary Grant
  - Saison 6, épisode 4 West Valley Division (1973) : Mme Rule
- 1976 : La Famille des collines (The Waltons)
  - Saison 5, épisode 6 The Nightwalker d'Harvey S. Laidman : Mme Eva Hadley
- 1982 : Quincy (Quincy, M.E.)
  - Saison 7, épisode 21 The Unquiet Grave : une cliente
- 2005 : The Inside : Dans la tête des tueurs (The Inside)
  - Saison unique, épisode 4 L'Innocence perdue (Everything Nice) d'Allan Kroeker : Mama Bunch